# آل جین
آلفرد ارنست "آل" جین سوم (انگلیسی: Al Jean؛ زادهٔ ۹ ژانویهٔ ۱۹۶۱) یک فیلم‌نامه‌نویس، و نویسنده اهل ایالات متحده آمریکا است. او بیشتر برای سیمپسون ها شناخته می‌شود.